# 110'erne f.Kr.
Århundreder: 3. århundrede f.Kr. – 2. århundrede f.Kr. – 1. århundrede f.Kr.
Årtier: 160'erne f.Kr. 150'erne f.Kr. 140'erne f.Kr. 130'erne f.Kr. 120'erne f.Kr. – 110'erne f.Kr. – 100'erne f.Kr. 90'erne f.Kr. 80'erne f.Kr. 70'erne f.Kr. 60'erne f.Kr.
År: 119 f.Kr. 118 f.Kr. 117 f.Kr. 116 f.Kr. 115 f.Kr. 114 f.Kr. 113 f.Kr. 112 f.Kr. 111 f.Kr. 110 f.Kr.